# ヘプタバルビタール
ヘプタバルビタールは、バルビツール酸系の精神安定剤、睡眠薬である。1950年代頃からヨーロッパで不眠症の治療に用いられてきたが、中止された。